# Колонновожатый

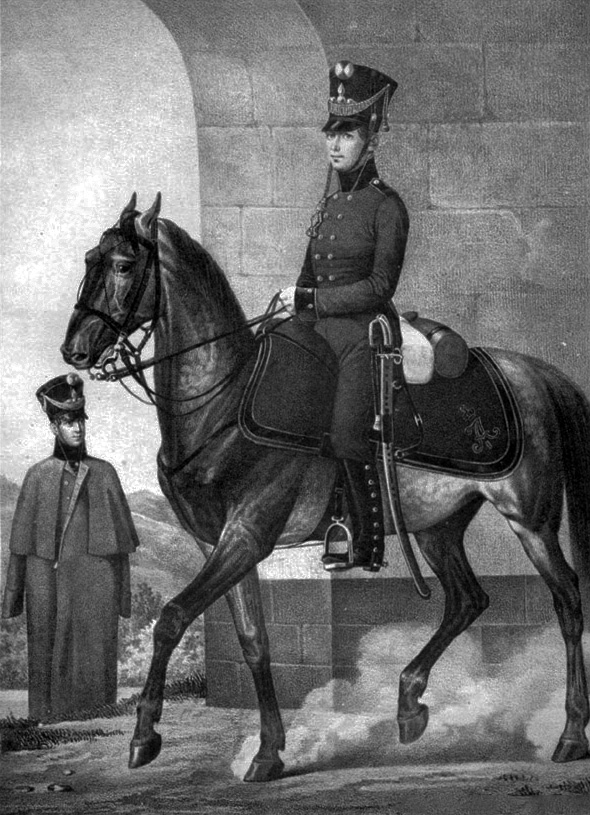
Обмундирование колонновожатых в 1810—1811 годах.

Колонновожа́тый — офицер, которому поручается вести колонну, ранее название юнкеров генерального штаба, военный термин в Российской империи.

## История
Колонновожатый исторически обозначал проводника, ведущего военную колонну. Обычно колонновожатыми были офицеры, но иногда ими были и гражданские лица, знающие местность.
В XIX веке колонновожатыми стали называться юнкера (унтер-офицеры), готовившиеся стать офицерами «свиты Его Императорского Величества по квартирмейстерской части», которая в 1827 году была переименована в Генеральный штаб Российской империи. При штабе состояло не более 60 колонновожатых.
Корпус колонновожатых получил развитие в период преобразования Генерального штаба, сначала — П. К. Сухтеленом, затем — князем П. М. Волконским. В свите более всего недоставало младших чинов: поручиков и подпоручиков; в случае потребностей военного времени приходилось замещать их строевыми офицерами, не подготовленными к квартирмейстерской службе. После попыток пополнять свиту офицерами, служившими в прежнем генеральном штабе, и подпоручиками, выпускаемыми из 1-го кадетского корпуса, Сухтелен остановился на том, чтобы сделать колонновожатых единственным источником комплектования свиты. Мысль Сухтелена заключалась в том, чтобы принимать на службу в свиту молодых людей с хорошим общим образованием, давать им специальное образование, а затем производить в офицерские чины за успехи в занятиях ранее, чем они могли бы быть произведены где-либо в другом ведомстве. Большинство поступавших в колонновожатые зачислялось на службу в возрасте от 16 до 18 лет, но были и 15- и даже 12-летние.

## Обучение
Принимаемые на службу с 1810 года колонновожатые, размещались в Санкт-Петербурге при «депо» свиты его императорского величества по квартирмейстерской части, где с 1811 года стало функционировать новое учебное заведение — училище колонновожатых. Руководство их занятиями было возложено на подполковника Хатова А. И.
Приёмом в петербургское училище руководил фон Фицтум..
Колонновожатым преподавали геометрию, полевую фортификацию и черчение планов, алгебру. По этим предметам время от времени производились экзамены в присутствии генерал-квартирмейстера и на основании этих экзаменов лучших колонновожатых производили в офицеры, невзирая на возраст и срок службы. Большинство колонновожатых производилось в офицеры после двух лет занятий; плохо успевающие производились прапорщиками в армию и иногда даже выпускались унтер-офицерами.
В 1812 году был организован Финляндский топографический корпус, в котором обучалось не более полутора десятка кадет. Учебное заведение было переформировано в кадетский корпус в 1815 году и подготовкой колонновожатых более не занималось.
Регулярная подготовка колонновожатых происходила с 1810 года в так называемом «обществе математиков» генерала Н. Н. Муравьёва, а с 1815 года в московском училище колонновожатых, основанном Н. Н. Муравьёвым на собственные средства.. Колонновожатые жили на своих квартирах, а для слушания лекций собирались ежедневно в собственный дом Муравьёва. Для практических занятий топографическими и тригонометрическими съёмками Муравьёв с офицерами и колонновожатыми отправлялся летом в своё имение в Осташёво. Ещё одно училище колонновожатых было открыто в Санкт-Петербурге в 1823 году, но было закрыто в 1826 году. Двадцать восемь колонновожатых из московского училища стали декабристами, из числа которых было осуждено 13 человек.

## Обмундирование
Колонновожатые носили такую же форму одежды, как и рядовые гвардейской артиллерии, но без петлиц и клапанов на обшлагах. На кивере вместо гвардейского орла гренада «о трёх огнях».